# Detlef Berg
Detlef Berg (* 1943 in Berlin) ist ein deutscher Pädagogischer Psychologe und emeritierter Professor am Institut für Psychologie der Otto-Friedrich-Universität Bamberg.

## Leben
Er gehört zu der Generation, welche noch die kriegsbedingte Vertreibung kennengelernt hat; nach der Evakuierung von Berlin kamen er und seine Mutter bei den Großeltern in Hohenferchesar unter. 1950 kehrte die Familie wieder nach Berlin zurück; der Vater war vermisst und kam nicht mehr aus dem 2. Weltkrieg zurück. Nach der Grundschule besuchte er eine „Oberschule Technischen Zweiges“ und dann ein Gymnasium, wo er das Abitur ablegte.
1980 wurde er an die Otto-Friedrich-Universität Bamberg auf eine Professur für Psychologie mit schulpsychologischem Schwerpunkt
berufen. Hier arbeitete er bis zu seiner Emeritierung im Jahre 2008.

## Werk
Seine Arbeiten bezogen sich auf Themen der Allgemeinen Psychologie, wie etwa auf die Aggressionsforschung, und die Psychologische Diagnostik. Das Aggressionsthema setzte er empirisch in Studien zur Häufigkeit über Verhaltensauffälligkeiten in der Grundschule fort. Daneben arbeitete er an schulpsychologische Themen im engeren Sinn, wie etwa Fragen der Unterrichtsgestaltung, der Curriculumentwicklung und der Lehrerfortbildung.

## Privates
Seine Ehefrau war Maria Berg, die er 1970 in Stuttgart geheiratet hatte. Kinder aus der Ehe waren Thomas, Anita und Thilo.

## Publikationen (Auswahl)
Monografien
- Mit Herbert Selg; Ulrich Mees: Psychologie der Aggressivität (2., überarb. Auflage). Hogrefe-Verlag für Psychologie, Göttingen 1997, ISBN 3-8017-1019-X.
- Differenzierung im Englischanfangsunterricht. Eine empirische Studie. Klett, Stuttgart 1976, ISBN 978-3129211106.
- Schulinterne Befragungen. Westermann, Braunschweig 1980.
- Mit Jürgen Raschert: Sozialisation, Qualifikation und Statusverteilung. Zu Veränderungen der gesellschaftlichen Funktionen des Bildungssystems. Klett-Cotta, Stuttgart 1979, ISBN 978-3129234402.
- Mit Dietrich Dörner: Psychologie. Eine Einführung in ihre Grundlagen und Anwendungsfelder. Kohlhammer, Stuttgart 1995, ISBN 978-3170122666.
- Mit Hans Weitzel: Behinderungen im Kindesalter. Praxis der Vorsorge: ein Leitfaden der Stiftung für das Behinderte Kind zur Förderung von Früherkennung und Vorsorge. Umwelt-und-Medizin-Verl.-Ges., Frankfurt/Main 1992, ISBN 978-3921324172.
- Mit Christian Petry; Jürgen Raschert: Curriculumentwicklung, Lehrerfortbildung, Schulberatung: Evaluationsbericht des Regionalen Pädagogischen Zentrums in Aurich.  Klett-Cotta, Stuttgart 1980, ISBN 978-3129369708.

Herausgeberschaften
- Mit Wolfgang Schmidt: Unterrichtsgestaltung. Urban und Schwarzenberg, München 1978, ISBN 978-3-541-40631-9.

Zeitschriftenartikel/Buchbeiträge
- Schulpsychologie in den „alten“ Ländern der Bundesrepublik Deutschland. Entwicklung, Aufgaben, Perspektiven. In: Christoph Hanckel; Wolfgang Gangnus, (Hrsg.): Schulpsychologie heute. 1. Deutscher Psychologentag (S. 47–58). Deutscher Psychologen Verlag, Bonn 1993.
- Mit Manfred Erlwein: Gute Resultate im Aufmerksamkeits-Belastungs-Test (Test d2) nur aufgrund hoher Konzentrationsfähigkeit? In:     Psychologie in Erziehung und Unterricht, 1991, 38 (1), S. 59–62.
- Schulpsychologie. In: Lexikon der Psychologie. Spektrum Akademischer Verlag, Heidelberg, Berlin 2000, ISBN 3-621-27491-X.
- Zur Bedeutung von Reizkomplexität und -modalität bei Konzentrationsschwierigkeiten. In: Zeitschrift für Pädagogische Psychologie, 1991, 5 (1), S. 9–20.
- Mit Ulrike Bäuerlein; Thomas Strauch: Häufigkeiten von Lernschwierigkeiten in der Grundschule aus der Sicht des Klassenlehrers. In: Zeitschrift für Pädagogische Psychologie, 1988, 2 (3), S. 179–184.
- Mit Margarete Imhof: Validierungsstudie zum Persönlichkeitsfragebogen für Kinder PFK 9–14. In: Diagnostica, 1997, 43 (2), S. 113–133.